# عوسق شائع

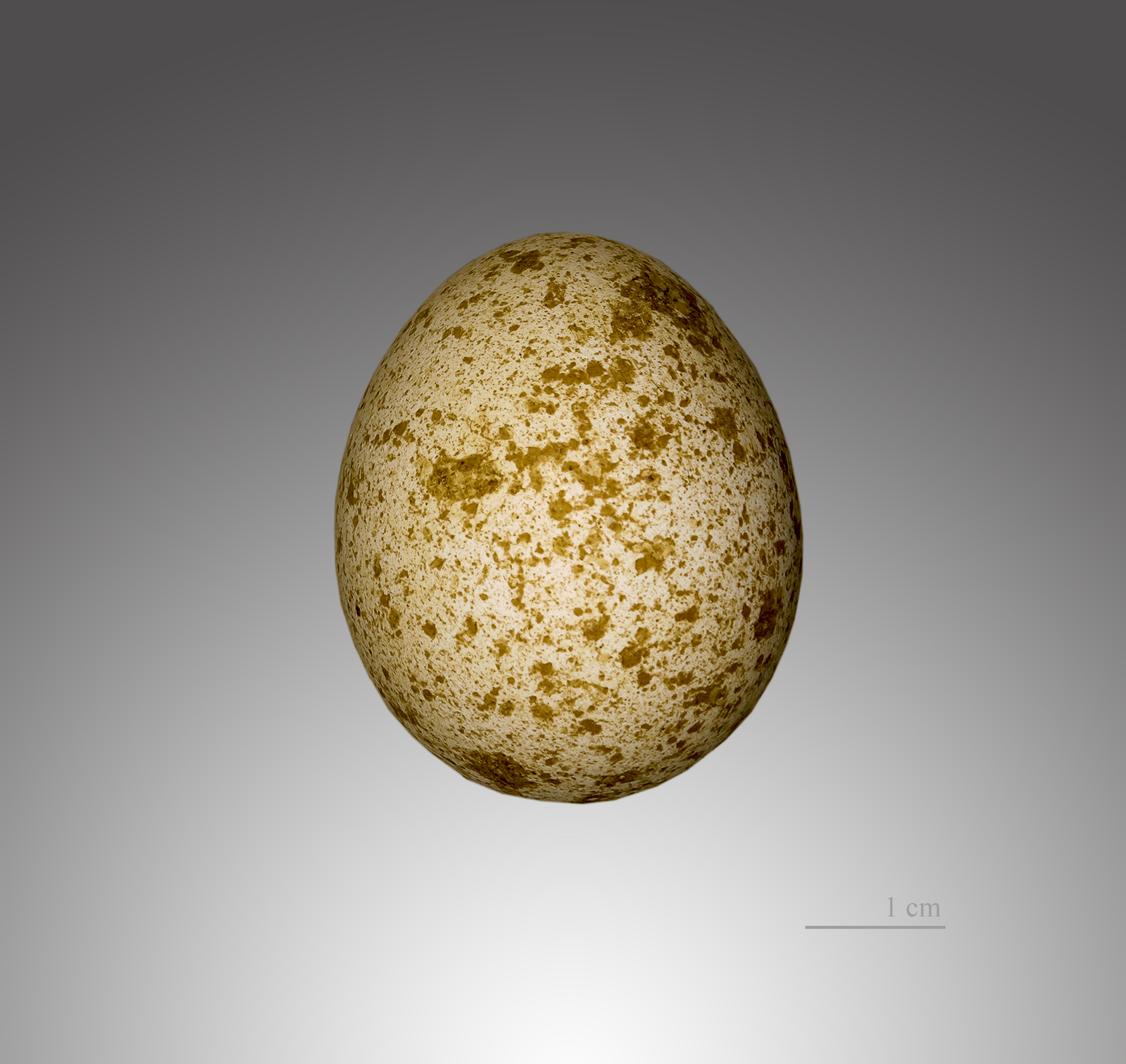
Falco tinnunculus

العوسق أو العاسوق (الاسم العلمي: Falco tinnunculus) يسمى أيضا صقر الجراد صقر يتواجد بكثرة في أوروبا وآسيا وشمال أفريقيا. يمكن لهذا الطائر أن يكون بعدة ألوان. وهو أصغر من الباز، خفيف الطيران سريع الإقلاع. ويسمى في ليبيا «بورقيص» ويسمى في وسط المغرب «بو عميره» وفي شمال المغرب بطائر «سويف» وهو منتشر كثيرا هناك ويمكن مشاهدته في المدن الكبيرة كطنجة الدارالبيضاء. ويسمى في المملكة العربية السعودية وبعض الدول العربية باسم «الباشق». 
هو صقر صغير الحجم يقتات بالقوارض والحشرات ولهذه الطيور نظر ثاقب فتحوم فوق الأراضي المكشوفة راصدة طعامها ومفلطحة ذيلها بينما يخفق جناحها بسرعة وطيور العوسق هي أكبر الطيور التي يمكنها أن تحوم لفترات طويلة وخلافاً للطيور الطنانة فهي بحاجة إلى رياح مقابلة لطيفة لتبقيها في الجو، يمكن لطيور العوسق الشائع أن تستولي على أعشاش طيور أخرى، وهي تضع حتى خمس بيضات في السنة في حضنة واحدة، ويمكن للفراخ أن تطير بعد شهر من التفقيس.
يعيش في البيئات الصحراوية والمدن والمزارع ويتغذى على الحشرات والقوارض كالجربوع وهو طائر مهاجر. يسمى الذكر ترمة والأنثى شرياص وهو مهدد بالانقراض. هجرته بالكويت شهر 3و4و5 في الربيع وعبوره إلى الكويت شهر عشره.

## صور

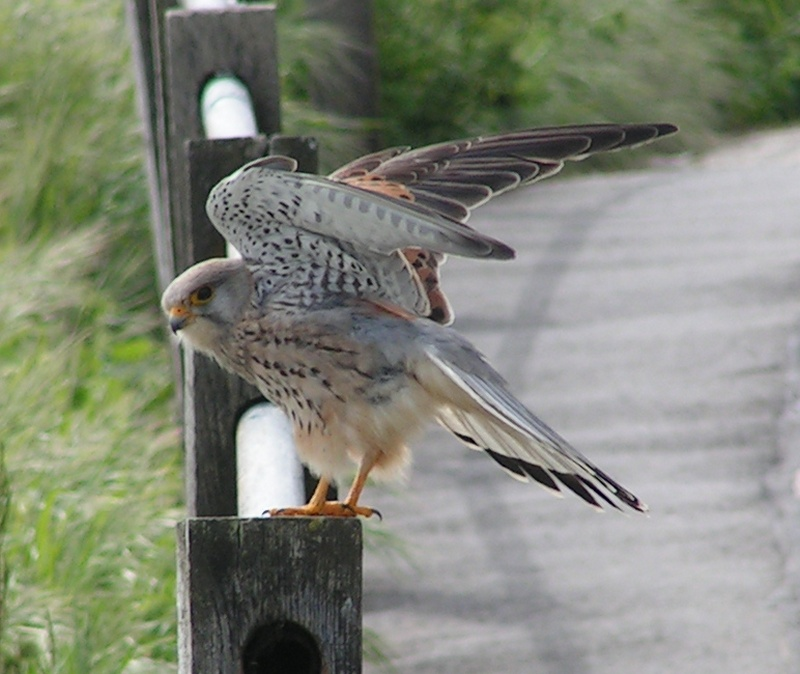
ذكر عوسق يهبط
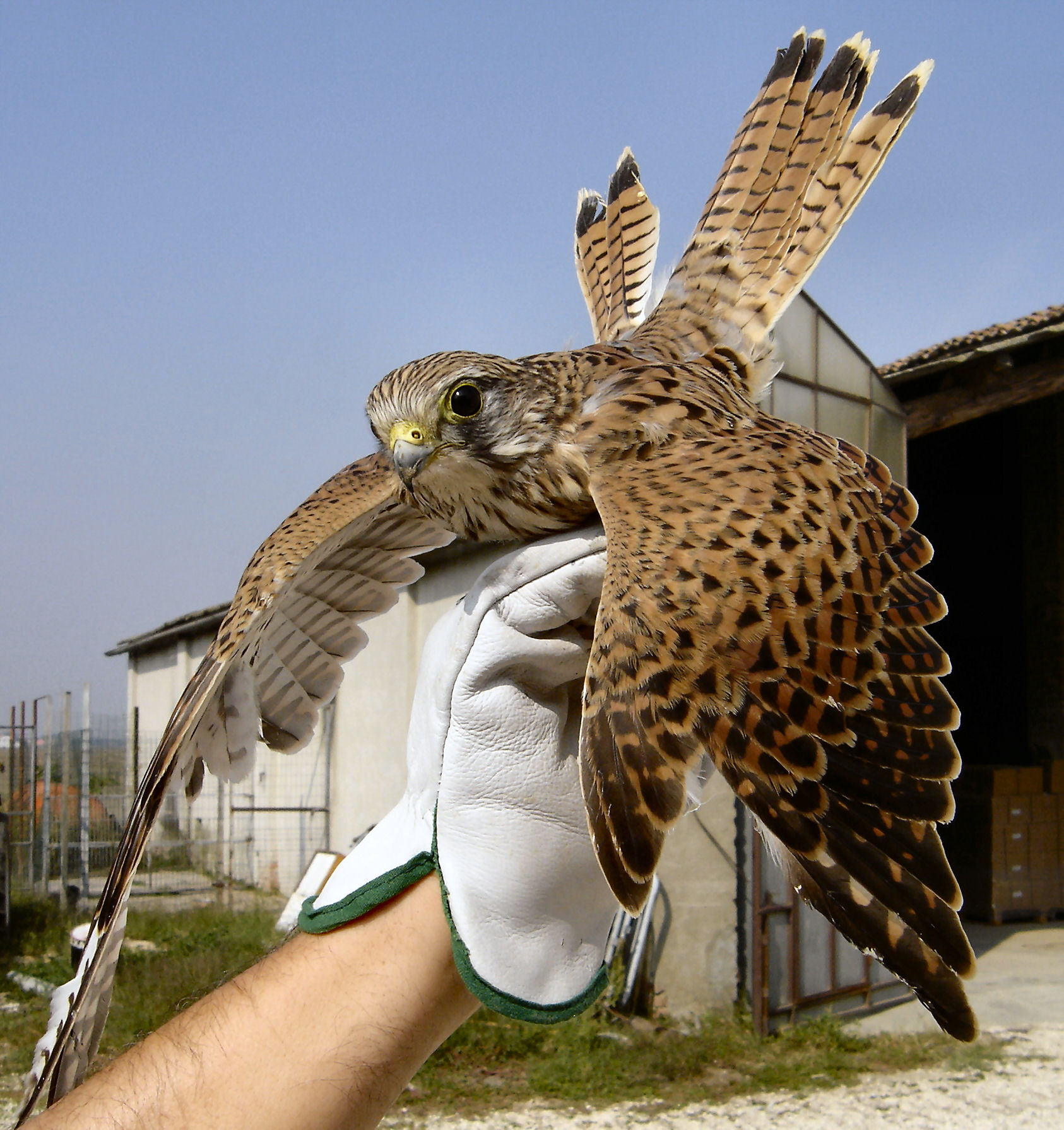
ذكر عوسق أثناء التدريب
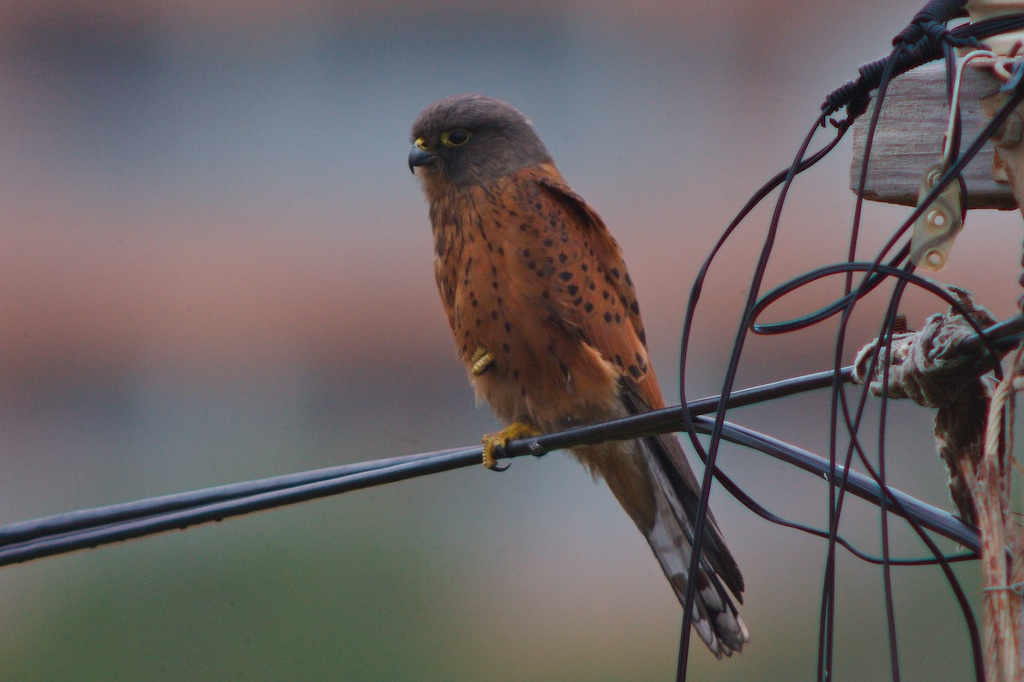
عوسق رابض بالقرب من عشه
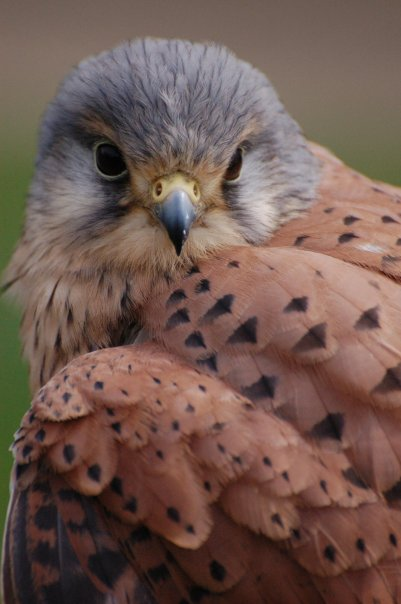
منظر للرأس والأكتاف

## هوامش
1. ↑  The IUCN Red List of Threatened Species 2021.3 (بالإنجليزية), 9 Dec 2021, QID:Q110235407
2. 1 2  IOC World Bird List Version 6.3 (بالإنجليزية), 21 Jul 2016, DOI:10.14344/IOC.ML.6.3, QID:Q27042747
3. ↑  IOC World Bird List. Version 7.2 (بالإنجليزية), 22 Apr 2017, DOI:10.14344/IOC.ML.7.2, QID:Q29937193
4. ↑  World Bird List: IOC World Bird List (بالإنجليزية) (6.4th ed.), International Ornithologists' Union, 2016, DOI:10.14344/IOC.ML.6.4, QID:Q27907675
5. ↑  مايكل جنينغز (2013). مختصر أطلس الطيور المتكاثرة في شبه الجزيرة العربية (بالعربية والإنجليزية). ترجمة: زينا مغربل. مراجعة: دحام بن إسماعيل العاني، عبد الله بن حسن النصر، أحمد بن حمادي الحربي، خالد بن محمد الطاسان. الرياض: مدينة الملك عبد العزيز للعلوم والتقنية. ص. 63. ISBN:978-603-8049-57-0. QID:Q124363719.
6. ↑  تعريف و معنى عاسوق بالعربي في معجم المعاني الجامع، المعجم الوسيط ،اللغة العربية المعاصر - معجم عربي عربي - صفحة 1 نسخة محفوظة 01 أبريل 2017 على موقع واي باك مشين.
7. ↑  أنواع الصقور نسخة محفوظة 20 أبريل 2009 على موقع واي باك مشين.

## وصلات خارجية
- أفلام وصور عوسق
- الجمعية الملكية لحماية الطيور
- طيور ماديريا - عوسق
- صور عوسق، معلومات وأعداد